# 霍門科韋 (科諾托普區)
霍門科韋（烏克蘭語：Хоменкове）是位於烏克蘭東北部的村莊，由蘇梅州科諾托普區的克羅萊韋茨市鎮負責管轄。該村距離克羅列韋茨6公里，始建於1913年，海拔高度198米，2001年人口10。